# Henk Weggelaar
Henk of J(oh)an Hendrik  Weggelaar (Amsterdam, 9 februari 1908 - Elspeet, 2004) was een Nederlands schilder en beeldhouwer.

## Leven en werk
Weggelaar werd opgeleid aan de Industrieschool van de Maatschappij voor den Werkenden Stand te Amsterdam en haalde vervolgens zijn middelbare akte handenarbeid aan de academie Middeloo te Amersfoort. Hij kreeg verder onderwijs in pottenbakken, tekenen en schilderen. Als docent was hij verbonden aan de Scholen voor Scheppende Handen in Hengelo. Weggelaar was de broer van de nederlandse kinderboekenschrijfster Ida Weggelaar.
Weggelaar maakte onder andere eikenhouten sculpturen die als wegwijzers in de bossen rond Nunspeet werden geplaatst ten gerieve van de toeristen.
Andere werken van Weggelaar in de openbare ruimte zijn De Keiler in Nunspeet (eerst in 1967 van beton, maar is in 1998 in brons gegoten) en Het zingende meisje te Ermelo.